# Neasa Hardiman
Neasa Hardiman és una directora irlandesa tant de ficció com de no ficció, coneguda principalment pel seu treball televisiu.
Hardiman va començar la seva carrera produint una sèrie d'espectacles per a la cadena RTÉ a Irlanda i des d'aleshores ha treballat tant en produccions britàniques com americanes. Els seus crèdits televisius inclouen la sèrie dramàtica infantil Tracy Beaker Returns (2010–2012), els drames criminals Scott & Bailey (2014) i Happy Valley (2016), el drama d'època estatunidenc Z: The Beginning of Everything i la sèrie de superherois Marvel Inhumans (tots dos 2017).

## Biografia

### Primers anys
Nessa és la més jove de cinc germans, inclòs el compositor Ronan Hardiman. Els seus pares eren Rosaleen (Thornton) i Thomas. Thomas va ser el director general de RTÉ entre 1968 i 1975. Va créixer a Donnybrook (Dublín).

### Educació i inici de carrera
Hardiman té una sèrie de títols, com ara un doble primer (Honors de primera classe i primer lloc) de llicenciatura en disseny del National College of Art and Design de Dublín. Parlant alemany amb fluïdesa, Hardiman va obtenir un màster en comunicacions visuals a la Universität der Künste (Universitat de les Arts) a Berlín. Posteriorment, Hardiman va completar un màster en Estètica i Política per la NCAD Dublín i un doctorat en Estudis Cinematogràfics al Trinity College Dublin.
Va ser contractada com a dissenyadora gràfica a RTÉ a principis de la dècada de 1990. El 1995, Hardiman va dissenyar el logotip actual de l'emissora. Després de guanyar un concurs celebrat a RTÉ, va rebre formació per convertir-se en productora-directora. El 1998 Hardiman es va convertir en el director més jove de la telenovel·la irlandesa Fair City, que s'emet a la cadena RTÉ a Irlanda. Els primers treballs de Hardiman amb RTÉ també van incloure la producció i la direcció de més de vint documentals i una sèrie d'espectacles d'entreteniment, inclosa la transmissió irlandesa del Festival de la Cançó d'Eurovisió. El 2004, Hardiman va ser un dels directors. de Imagining Ulysses, una pel·lícula documental que pretenia explorar els temes de la novel·la seminal de James Joyce, tot i que continuava sent accessible per al públic contemporani. Imagining Ulysses va ser nominada a Millor Documental als Irish Film and Television Awards el 2004, va guanyar el premi al millor documental al Festival Internacional de Cinema de Chicago i el premi al millor documental artístic al Celtic Media Festival.

### 2010-present
Hardiman va treballar com a directora principal a la sèrie dramàtica infantil de la BBC Tracy Beaker Returns que es va transmetre entre 2010 i 2012. L'equip de producció de Tracy Beaker Returns va guanyar els British Academy Children's Awards al millor drama el 2010 i va obtenir més nominacions tant el 2011 com el 2012. Hardiman fou contractada per dirigir la sèrie de la productora Gina Cronk, que com Hardiman, mai havia treballat en la producció d'una sèrie dramàtica per a nens. El 2010, parlant de com l'equip de Tracy Beaker Returns va abordar "una narració específicament per a nens", Hardiman va assenyalar que l'equip de producció volia abordar "temes seriosos [i] fer una mena de "Play for Today" per a nens, amb una mica d'humor". Posteriorment, Hardiman va dirigir quatre episodis del drama hospitalari de la BBC1 Holby City que es va emetre entre 2012 i 2013,i dos episodis del seu programa germà poc connectat, Casualty que es va emetre el 2013. Sentia que treballar a "Holby City" era "fantàstic" en descriure la sèrie com "dilemes emocionals, ètics, política, lluites pel poder, tota la vida humana". El desembre de 2013 es va anunciar que Hardiman dirigiria In the Club, una nova sèrie dramàtica escrita per Kay Mellor.
Després de completar el treball a In The Club, Hardiman es va acostar per dirigir el final de dues parts (2014) del drama criminal d'ITV1 Scott & Bailey, també produït per Red Production Company. Hardiman va considerar que Scott & Bailey es diferenciava dels procediments policials estàndards en la mesura que era "noir-ish" "gret" i posseïa "un caràcter molt consistent i veu específica" que sentia a prop del seu propi enfocament estètic de la narració. Hardiman també va apreciar treballar en un espectacle dirigit per dones, però no dominat temàticament pel gènere dels seus protagonistes. Va descriure els protagonistes de la sèrie Lesley Sharp i Suranne Jones com "actors al capdavant de la seva obra" i va apreciar la seva voluntat d'experimentar amb les seves idees.
L'agost de 2015 Red Production Company i la BBC van anunciar que Hardiman dirigiria la segona temporada de Happy Valley (2016) al costat de l'escriptora, productora executiva i creadora de sèries Sally Wainwright. Tim Goodman de The Hollywood Reporter va elogiar la direcció tant de Hardiman com de Wainwright, i va assenyalar que el seu ús intensiu de primers plans va ajudar a unir els espectadors amb el destí de la protagonista de la sèrie Catherine Cawood (Sarah Lancashire). El 2016 va guanyar el Irish Film and Television Award al millor director pel seu treball a la segona temporada de Happy Valley. El 2017 Happy Valley fou premiada amb el BAFTA a la millor sèrie dramàtica, amb el reconeixement atribuït a Wainwright, Hardiman, Nicola Shindler  (productor executiu) i Juliet Charlesworth (productor).
El 2017 Hardiman va dirigir dos episodis de Z: The Beginning of Everything, una sèrie dramàtica d'època estatunidenca creada per a Amazon Studios que presenta un relat de ficció de la vida de la socialité estatunidenca, Zelda Fitzgerald. Per la direcció de Z: The Beginning of Everything Hardiman va obtenir una nominació com a millor director als Irish Film and Television Awards. Posteriorment, Hardiman va ser abordada per un productor executiu per dirigir el final de la sèrie de superherois Marvel guanyadora de Peabody, Jessica Jones que es va filmar a la ciutat de Nova York. Malgrat la diferència de gènere, Hardiman va trobar l'experiència de filmar Jessica Jones semblant a la seva anterior treball, assenyalant que tant Happy Valley com Z: The Theory of Everything es van expressar utilitzant tècniques narratives totalment cinematogràfiques.
El gener de 2017 es va anunciar que Hardiman havia rebut un préstec de producció de l'Irish Film Board per fer el seu debut com a directora de llargmetratges amb el seu guió Sea Fever.
Sea Fever és un thriller de ciència-ficció ambientat a la costa d'Irlanda, i representa un grup de pescadors juntament amb un estudiant de ciències que es veuen amenaçats per un paràsit aquàtic mortal. El concepte havia guanyat anteriorment per Hardiman el premi al millor guió principal al London Film Awards. Va descriure el projecte com a "confiança", "interdependència" i "creença". El juny de 2017, Hardiman va revelar que també havia rebut finançament de Creative Europe i va declarar que la pel·lícula estava a punt per entrar en producció. "Sea Fever" és el primer projecte de Hardiman a la seva Irlanda natal des de fa 10 anys.